# Plastophora lucigaster
Plastophora lucigaster är en tvåvingeart som beskrevs av Borgmeier 1961. Plastophora lucigaster ingår i släktet Plastophora och familjen puckelflugor. Inga underarter finns listade i Catalogue of Life.